# Хол (Австралійська столична територія)
Хол (англ. Hall) — містечко на півночі Австралійської столичної території, Австралія. За переписом 2016 року населення села складає 271 чоловік. Оточене відкритою місцевістю сільськогосподарського призначення. Хол зберіг сільський характер. У містечку збереглися історичні будинки, які існували до заснування Канберри.